# نادر إل عشري
نادر إل عشري هو لاعب كرة قدم مصري في مركز الوسط، ولد في 30 يناير 1985. لعب مع نادي غزل المحلة.

## وصلات خارجية
- نادر إل عشري على موقع قاعدة بيانات كرة القدم.إي يو (الإنجليزية)
- نادر إل عشري على موقع Soccerway.com (الإنجليزية)
- نادر إل عشري على موقع كووورة